# Most do ostrva Čiova
Most do ostrva Čiova je građevina novijeg datuma preko koga se ostvaruje veze ovo ostrva sa ostvcetom na kome je razmešten stari deo Togira i kopnom u dalmatinskom zaleđu, danas u Republici Hrvatskoj. Iako je današnji, postojeći most izgrađen 1962. godine, na tom mestu postoja je stari srednjovekovni most koji datira iz 13. veka, a možda i ranije.

## Položaj i značaj
Most do ostrva Čiova, nalazi se u najužem delu tesnaca imeđu ostrva Čiovo i ostrvca na kome leži istorijsko jezgro Trogira. Preko njega se odvija celokupni lokalni saobraćaj i deo tranzitnog  putnog saobraćaja između kopna i ostrva Čiova, uključujući i onaj za brodogradilište na Čiovu, postojećim putem (D-315) preko ostrvceta, neposredno uz apside trogirske katedrale. 
Zbog uticaja teškoga teretnog saobraćaja preko ovog mosta ozbiljno je ugroženo istorijsko jezgro Trogira koja je pod UNESCO-vom zaštitom.

## Geogarfski uslovi koji su uticali na izgradnju mosta
Istorijsko jezgro Trogira nalazi se na ostrvcetu u morskom tesnacu u kome se ostrvo Čiovo najviše približio kopnu. Ostrvce je u smeru istok - zapad dugačko oko 515 metara, sa najvećom širinom u smeru sever - jug od oko 285 metara. Prečnik i oblik ostrvceta menjali su se i širili stalnim nasipanjem materijala, posebno na južnoj i zapadnoj strani. Pavao Andreis u 17. veku.  piše... kako mu prečnik ne prelazi 750 koraka (≈ 1, 300 km).
Sa kopnom i otokom Čiovom otočić je naknadno (tokom 13. i 14. veka) povezan sa dva mosta. Jednim koji je spajo ostrvce sa ostrvom Čivom i drugim koji je ostrvce povezivao sa kopnom  razdvojeno jarkom zvanim Foša, koji je kroz vekove novim nanosom materijala menjao svoje raspone.

## Istorija
Intenzivna eksploatacija čiovskih prirodnih resursa i sve izraženije nastanjivanje ostrva tokom kasnog srednjeg veka potvrđuje i postojanje mosta koji spaja Trogir sa Čiovom, koji se spominje već u 13. veku. Most je bio neophodno sredstvo svakodnevne privredne komunikacije gradskog i ostrvskog stanovništva sa svojim posedima na kopnu odnosno na ostrvu, posebno sa zonama
za ispašu stoke.

Prvi podaci o mostu su iz 1281. godine, kada je propisima određeno da žito treba donositi kod čiovskog mosta. U drugim dokumentima također se most spominjao kao pontem Bue, ili čiovski most, da bi se 1361. godine most spominjao po noćnim stražama kod mosta 
„… ad pontem Bue, qui tota nocte dividentur in se, bene et diligentur debeant custodire et alii quator per ipsos capitaneos debeant deputari ad custodiam in orto domine Stanece sororis olim Andree Gregorii…“ 
Kako je iz Trogira bilo moguće lako nadzirati pristup Čiovu, kao i svaku trgovinu i cirkulaciju robe i stoke čiovski most je imao i svoje čuvare, koji su na stražarnici imali posebna vrata kroz koja se pristupalo putu koji je, obilazeći istočne gradske zidne, vodio do mosta prema Čiovu. Bila je to stara trasa kojom je stanovništvo komuniciralo između kopnenih i ostrvskih poseda i pašnjaka.
Preko ovog mosta sa Čiova se prenosilo žito, posebno dragocen proizvod, koji bi se potom nosio u mlinove.  Pa su tako neke odredbe Statuta Trogira zabranjivale  prebacivanje robe sa Čiova drugim putem, osim preko mosta.
Kako je Čiovo u srednjem veku postao mesto za izolaciju obolelih od zaraznih bolesti. Deo uobičajenog srednjovekovnog komunalnog reda bio je da se zajednice teško obolelih drže u izolaciji, van dodira sa životom unutar gradskih zidina. Bio je to u prvom redu režim brige za obolele od gube (lepre) koja je tokom srednjeg veka stalno prisutna u Dalmaciji, a
zabeležena je još u 15. veku. U tom smislu straža na mostu bila je zadužena da i o ovome vodi brigu.

### Srednjovekovni most
Prema sačuvanim materijalnim dokazima (nacrti, slike, zapisi) između ostrva Čiovo i grada Trogira postojao je srednjovekovnog most, na istome mestu na kome se nalazi i postojeći most. Sagrađen je u najužem delu morskog tesnaca između ostrva Čiovo i ostrvca na kome leži Trogir. Kako se na tom mestu obala vremenom širila stalnim nasipavanjima, gradske vlasti (Komunalnog vijeća Trogira iz 1292. godine)  nalagalo se da se mulj, iskopan u jarku, u Foši na severnoj strani grada, baca na južnu stranu, uz most prema Čiovu.

Istoričar P. Andreis ovako je opiao srednjovekovni most: 
Od južne strane stoji mu nasuprot jedan otočić, nazvan Čiovo, udaljen od grada ne više od 70 koračaja, ali povezan s istim s istoka s pomoću jednog uspravnog zida, na kojemu su raspoređena jedan za drugim tri mosta, dva od kamena za olakšanje tijeka voda pod njihovim lukom, a jedan drven, pokretan u sredini, za prijelaz brodova, koji bi, ne imajući tu udobnost, morali oploviti čitav otok Čiovo, u jednom krugu od više od šesnaest milja. Od starine su s obiju strana ovog mosta bila dva kašteleta, i u jedan od njih se odašiljalo iz grada pet plemića za čuvanje mosta, a njegovi su ključevi morali stajati u rukama jednog od gore spomenutih plemića, a nije se mogao otvoriti bez izričitog dopuštenja kneza i kapetana, ili barem jednoga od njih. 
Na ovaj Andreisov opis vezuju se grafički podaci iz kojih saznajemo da je u sredini mosta bio otvoreni deo sa pokretnim drvenim elementima, kao i da su se uz taj otvor nalazile dve kule sa kojih su se spuštali lanci za podizanje pokretnog drvenog dela mosta. Pored ovog otvora (prolaza za brodove) S jedne i druge strane mosta, prema gradu i prema Čiovu, nalazi se po jedan presvođeni otvor kroz koji su mogli da se provuku brodići (čamci). Ti otvori pored toga što su služili za prolaz brodića ujedno su olakšavali pritisak morskih struja koje su u ovom tesnacu Trogira znale biti veoma snažne.
Kule su porušene posle 1420. godine i na njihovom mestu sa svake strane ostao je samo po jedan zid uz koji su viseli pokretni delovi mosta. 

### Most iz 18. veka
Građevinske izmene na mostu rađene su u 18. veku, a radove je izveo Ignacije Macanović (Trogir, 29. januar 1727 – Trogir, 7. oktobar 1807), sin Ivanov, jedan od najistaknutiji graditelj u porodici Macanović, koji je zanat savlado od oca.
Kako je izgled mosta bio istovatan, starom srednjovekovnom mostu, čiovski most nije menjao izgled od svog nastanka u srednjem veku sve do 19. veka, kada je sagrađen novi most prema Čiovu.

### Mosta iz 19. veka
Novi most sagrađen je u 19. veku na istom  mestu i bio je zasnovan na istom prostornom rješenju.
Kako je vremenom uzanost glavnog otvora pod pokretnim delom mosta bila mala za veće brodove, posebno nakon pojave parobroda, 1850-tih godina počela je rekonstrukcije mosta. Pod rukovodstvom  ing. Josip Slade. 1861. započeli su radovi na proširenju otvor mosta i ugradnji pokretne gvozdene konstrukcije, kaja se otvarala vodoravnom rotacijom. Most je dobio i visoku kamenu ogradu koja je zimi štitila prolaznike od vetra (bure) i morskih talasa. Na mostu se nalazila i kućica za stražare.
Kao autor projekta mosta, posebno pokretnog dela, spominje se Giuseppe Mauser, koji je model mosta izlagao 1862. godine na Svetskoj izložbi u Londonu. Završetak mosta  datira se u 1868. godina.
Tokom povčačenja iz Dalmacije u Drugom svestkom ratu, most su 27. oktobra 1944. godine znatno oštetili nemački vojnici
- Današnji izgled mosta do Čiova

### Most iz 1962.
Na istom je mestu 1962. godine sagrađen je novi, postojeći most.

## Spoljašnje veze
Медији везани за чланак Most do ostrva Čiova на Викимедијиној остави